# シレジア競技場
シレジア競技場もしくはスタディオン・シロンスク（波: Stadion Śląski）は、ポーランド南部シロンスク県のホジュフにあるスタジアム。

## 概要
1956年7月22日に完成。当時は最大10万人収容だったが、2017年10月に大規模改修が終了し、全面屋根付スタジアムとなった。
こけら落としは東ドイツ戦で2-0でポーランドが勝利した。1963年のUEFAチャンピオンズカップ（グールニク・ザブジェVSFKアウストリア・ウィーン）では史上最多の12万人を動員した。サッカー以外でも陸上競技、コンサート、スピードウェイなどのイベントに対応しており、レッド・ホット・チリ・ペッパーズ、モンスター・ジャムなどのイベント・コンサートが行われた。

## 開催された主な試合
- 国際Aマッチ (2017年の改修以降)

| 日付           | ホームチーム | 結果 | アウェーチーム | ラウンド |
| -------------- | ------------ | ---- | -------------- | -------- |
| 2018年3月27日  | ポーランド   | 3-2  | 韓国           | 親善試合 |
| 2018年10月11日 | ポーランド   | 2-3  | ポルトガル     | 親善試合 |
| 2018年10月14日 | ポーランド   | 0-1  | イタリア       | 親善試合 |
| 2020年11月11日 | ポーランド   | 2-0  | ウクライナ     | 親善試合 |
| 2020年11月18日 | ポーランド   | 1-2  | オランダ       | 親善試合 |
| 2022年3月29日  | ポーランド   | 2-0  | スウェーデン   | 親善試合 |

## ギャラリー

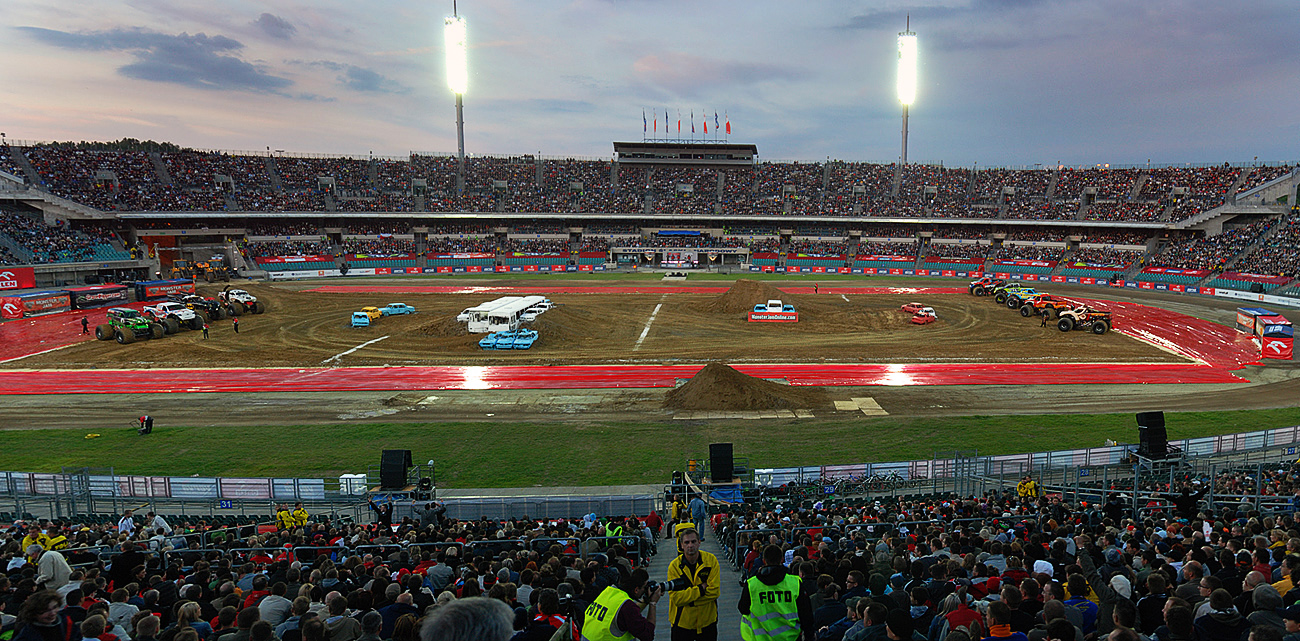
2017年の改修前のスタジアム
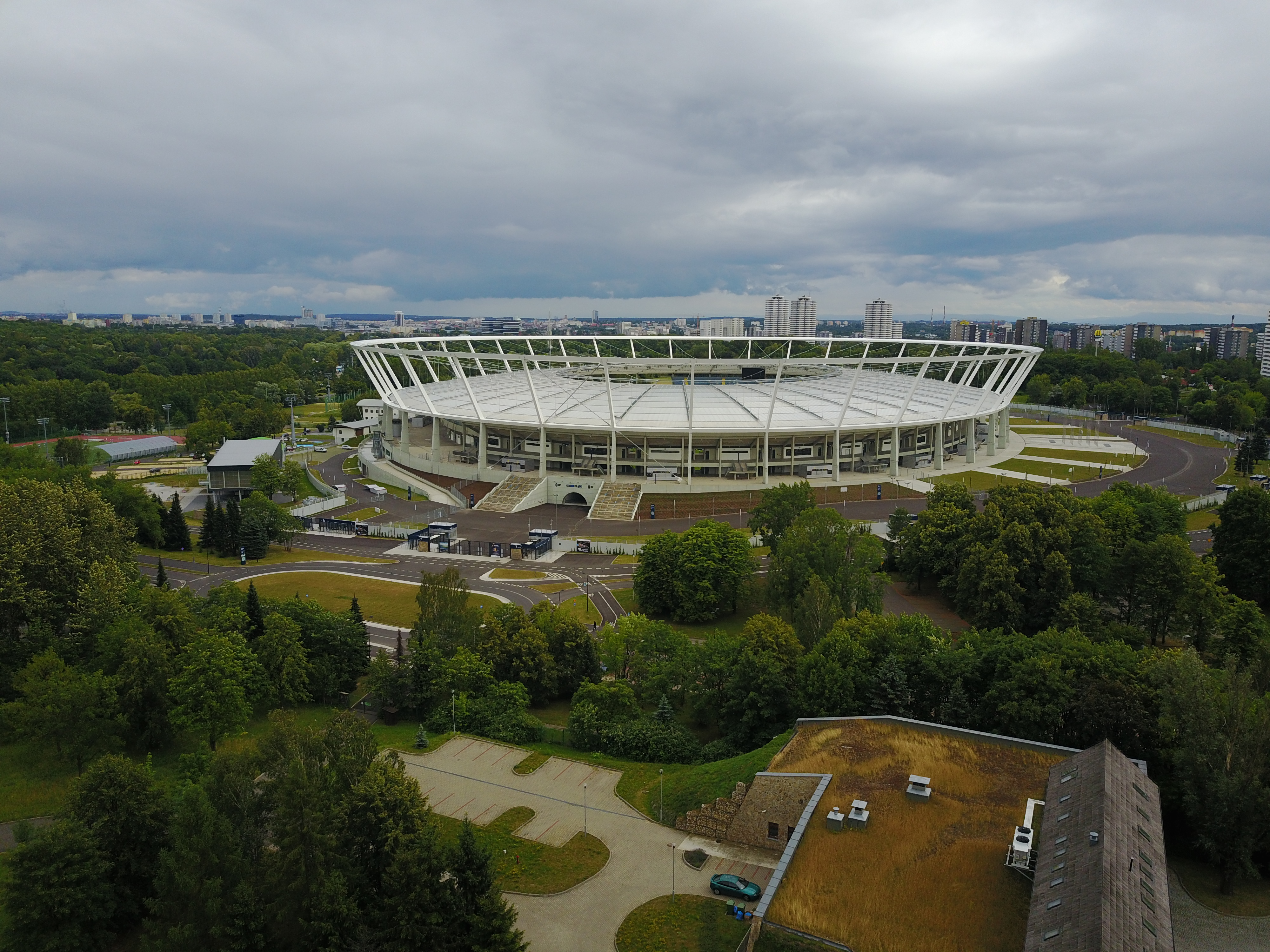
2018年の外観
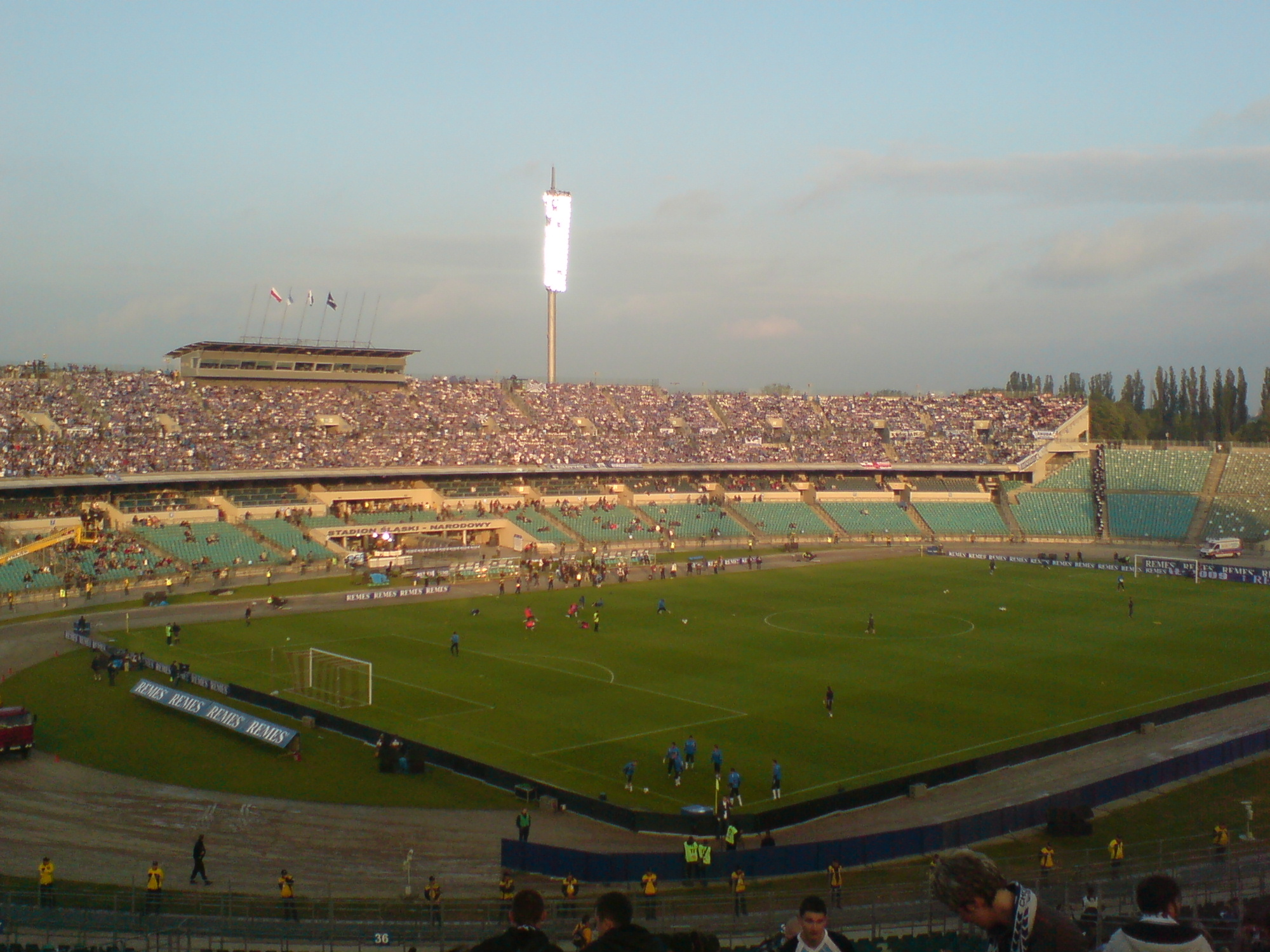
2009年のスタジアム
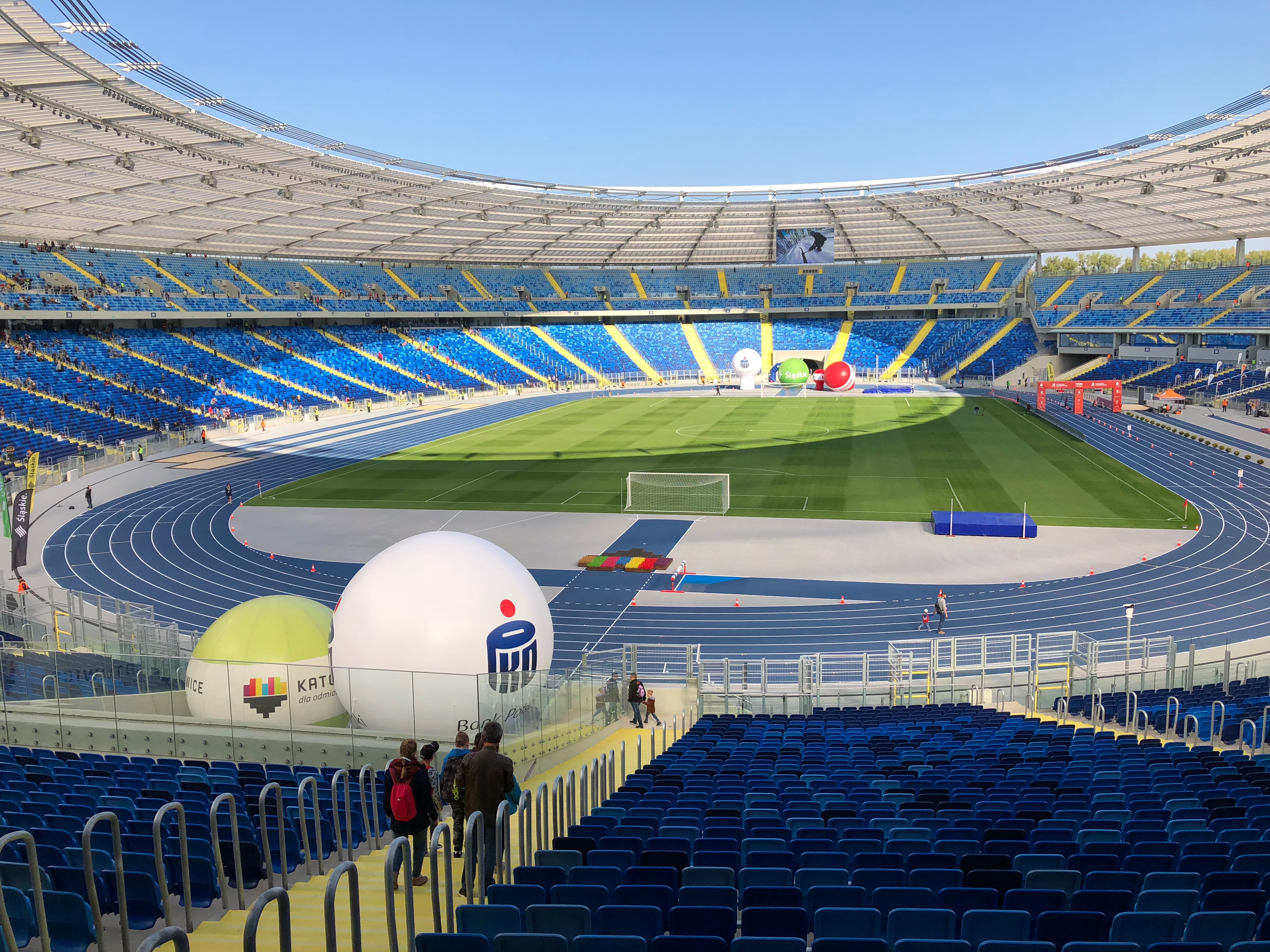
2017年の内観